# 17351 Pheidippos
17351 Pheidippos este o planetă minoră (asteroid), cu un diametru de 28,749 km, din Asteroid troian al lui Jupiter. A fost descoperită pe 19 septembrie 1973 la Observatorul Palomar de Cornelis Johannes van Houten. 
Obiectul prezintă o orbită caracterizată de o semiaxă mare de 5,1654733 UAi, o excentricitate de 0,096, o înclinație de 15,28147 ° în raport cu ecliptica.